# Slizzy Bob
Slizzy Bob (* 1963 oder 1964 in Hamburg als Robert Poerschke) ist ein deutscher Popsänger, Musiker, Produzent und Songwriter.

## Biografie
Robert Poerschke begann seine musikalische Karriere 1984 als Sänger bei Tarracco, einem Projekt von Reinhard Tarrach. In der Folge erhielt er einen Solovertrag beim Hamburger Label Polydor und steuerte 1985, nun als Slizzy Bob, den auch als Single erschienenen Titelsong Fantasy zum Mike-Krüger-Film Seitenstechen bei. Noch im selben Jahr folgte die Single Glasses. Mit Do You Want to Be My Girl hatte Poerschke 1986 einen Radiohit, der ihm allein in Deutschland ungefähr 50 Auftritte in Fernsehsendungen ermöglichte.
Neben vielen Konzerten und Auftritten erschienen in den folgenden Jahren weitere Singles, zunächst Give Me All You Got (1987). Mit der 1989er Single Everything You Want steuerte Slizzy Bob erneut einen Titelsong zu einem Mike-Krüger-Film bei – das Lied befindet sich auf dem Soundtrack zur Komödie Die Senkrechtstarter. Mit einer Coverversion des 1975er Harpo-Hits Moviestar (1993), dem selbst geschriebenen Marry Me (1995) und dem Céline-Dion-Cover My Heart Will Go On (1999) kamen weitere Singles in den Handel.
Neben der eigenen Gesangskarriere arbeitete Poerschke auch als Produzent, z. B. für Randy Pie und Thomas Anders, und Songwriter, u. a. für Mixed Emotions und Mary Roos. Er verfügt über eine Zulassung als Rechtsanwalt und ist als Sprecher, Musiker und Produzent im Bereich Werbung tätig. Er komponierte und produzierte z. B. für Chevrolet, Mövenpick, KIA und Deichmann, war aber auch der Produzent der 2008er CD Zweiohrnase von Mike Krüger.

## Diskografie

### Alben
- 1996: The Early Tapes
- 1996: Love Ballads
- 1996: The Album
- 2004: What Was Mine (Slizzy Bob & the Flaming Backbeats; VÖ: 19. Januar)
- 2005: The Century Album (VÖ: 19. April)
- 2005: Greatest Hits 1985–2000 (VÖ: 6. Juli)
- 2006: French Cars (VÖ: 30. Juni)
- 2007: Disco, Dance & Everything After – The Very Best Of (VÖ: 14. August)
- 2007: Subtle Flavour (VÖ: 23. Oktober)
- 2012: 30 Years – 30 Hits (VÖ: 3. Dezember)
- 2015: One Safe Place (VÖ: 28. Januar)

### Singles
- 1985: Fantasy
- 1985: Glasses
- 1985: Jump In (als One of Them)
- 1986: Do You Want to Be My Girl
- 1987: Give Me All You Got
- 1988: Christmas Dance (Wann gibt’s ’n hier Geschenke, ey?) (als Santa & Claus, mit Achim Gunske)
- 1989: Everything You Want
- 1993: Movie Star
- 1995: Marry Me
- 1999: My Heart Will Go On